# IPod shuffle
iPod shuffle（アイポッド シャッフル）は、かつてAppleのiPodシリーズの一つとして販売されていたデジタルオーディオプレーヤーである。

## 概要
"すべて、偶然に任せよう。（Enjoy uncertainty.）" "Life is random."というキャッチフレーズと共に2005年1月11日のMacworld Conference & Expoで発表された。ストレージとしてハードディスクドライブではなくフラッシュメモリが採用された最初のiPodである。
転送された曲をシャッフルして聴くというコンセプトを前面に押し出している。また、通常の音楽プレイヤーのようにプレイリスト順に再生することも可能。情報表示用の画面が無いため「プレイヤー上で曲を細かく選んで聴く」というような使い方には向かない反面、本体が小型で駆動部の無いフラッシュメモリを採用しているため、ジョギングなどの運動をする際に利用するのに向いている。また価格が（ストレージサイズによっては）100ドルを切るという最安値のiPodファミリーということも大きな特徴であった。

## 歴代モデル

### 一覧
| 世代 | 画像 | 容量 | 色                                           | 色                                                                | 発売日（価格改訂日）                  | 価格（円） | 再生時間   | サイズ（mm）       | 重量  |
| ---- | --- | --- | -------------------------------------------- | ----------------------------------------------------------------- | ------------------------------------- | ---------- | ---------- | ------------------ | ----- |
| 1    | 第1世代 iPod shuffle | 512MB | ホワイト                                     | ホワイト                                                          | 2005年1月11日                         | 10,980     | 最大12時間 | 24.9 × 83.8 × 8.3  | 22g   |
| 1    | 第1世代 iPod shuffle | 512MB | ホワイト                                     | ホワイト                                                          | 2006年2月7日                          | 7,900      | 最大12時間 | 24.9 × 83.8 × 8.3  | 22g   |
| 1    | 第1世代 iPod shuffle | 1GB | ホワイト                                     | ホワイト                                                          | 2005年1月11日                         | 16,980     | 最大12時間 | 24.9 × 83.8 × 8.3  | 22g   |
| 1    | 第1世代 iPod shuffle | 1GB | ホワイト                                     | ホワイト                                                          | 2005年6月28日                         | 14,980     | 最大12時間 | 24.9 × 83.8 × 8.3  | 22g   |
| 1    | 第1世代 iPod shuffle | 1GB | ホワイト                                     | ホワイト                                                          | 2006年2月7日                          | 11,900     | 最大12時間 | 24.9 × 83.8 × 8.3  | 22g   |
| 1    | 第1世代 iPod shuffle | 本体にUSBコネクタが付いており、単体でUSB 2.0ポートに接続して曲の入れ替えや充電が可能。                                                             |                                              |                                                                   |                                       |            |            |                    |       |
| 2    | second generation iPod shuffle | 1GB | シルバー                                     | シルバー                                                          | 2006年11月3日                         | 9,800      | 最大12時間 | 41.2 × 27.3 × 10.5 | 15g   |
| 2    | second generation iPod shuffle | 1GB | グリーン ブルー ピンク オレンジ              | グリーン ブルー ピンク オレンジ                                   | 2007年1月30日                         | 9,800      | 最大12時間 | 41.2 × 27.3 × 10.5 | 15g   |
| 2    | second generation iPod shuffle | 1GB | シルバー *グリーン *ブルー **レッド パープル |                                                                   | 2007年9月5日                          | 9,800      | 最大12時間 | 41.2 × 27.3 × 10.5 | 15g   |
| 2    | second generation iPod shuffle | 1GB | シルバー *グリーン *ブルー **レッド パープル | （新色に入替） シルバー ***グリーン ***ブルー **/***レッド ピンク | 2008年2月26日 （新色は2008年9月9日）  | 5,800      | 最大12時間 | 41.2 × 27.3 × 10.5 | 15g   |
| 2    | second generation iPod shuffle | 2GB | シルバー *グリーン *ブルー **レッド パープル | （新色に入替） シルバー ***グリーン ***ブルー **/***レッド ピンク | 2008年2月26日 （新色は2008年9月9日）  | 7,800      | 最大12時間 | 41.2 × 27.3 × 10.5 | 15g   |
| 2    | second generation iPod shuffle | 付属品のDockを用いてUSB 2.0ポートに接続して曲の入れ替えや充電を行う。 * 前バージョンよりも淡い。 ** (PRODUCT)RED製品。 ***前バージョンより鮮やか。 |                                              |                                                                   |                                       |            |            |                    |       |
| 3    | | 4GB | シルバー ブラック                            | シルバー ブラック                                                 | 2009年3月11日                         | 8,800      | 最大10時間 | 45.2 × 17.5 × 7.8  | 10.7g |
| 3    | 2GB | シルバー ブラック ピンク ブルー グリーン | シルバー ブラック ピンク ブルー グリーン     | 2009年9月10日                                                     | 5,800                                 |            | 最大10時間 | 45.2 × 17.5 × 7.8  | 10.7g |
| 3    | 4GB | シルバー ブラック ピンク ブルー グリーン | シルバー ブラック ピンク ブルー グリーン     | 2009年9月10日                                                     | 7,800                                 |            | 最大10時間 | 45.2 × 17.5 × 7.8  | 10.7g |
| 3    | 4GB | *光沢ステンレススティール | *光沢ステンレススティール                    | 2009年9月10日                                                     | 9,800                                 | 17.2g      | 最大10時間 | 45.2 × 17.5 × 7.8  |       |
| 3    | 付属品の専用USBケーブルを用いてUSB 2.0ポートに接続して曲の入れ替えや充電を行う。 本体側に操作ボタンはなく、操作は付属ヘッドホンのリモコンで行う。 * Apple Store、Apple Online Storeでのみ販売。 | |                                              |                                                                   |                                       |            |            |                    |       |
| 4    | | 2GB | シルバー ブルー グリーン オレンジ ピンク     | シルバー ブルー グリーン オレンジ ピンク                          | 2010年9月2日                          | 4,800      | 最大15時間 | 29.2 × 31.6 × 8.7  | 12.5g |
| 4    | 2011年10月5日 | 2GB | シルバー ブルー グリーン オレンジ ピンク     | シルバー ブルー グリーン オレンジ ピンク                          | 4,200 4,800（2013.5） 5,800（2015.3） |            | 最大15時間 | 29.2 × 31.6 × 8.7  | 12.5g |
| 4    | シルバー スレート ブルー グリーン イエロー パープル ピンク (PRODUCT)RED | シルバー スレート ブルー グリーン イエロー パープル ピンク (PRODUCT)RED                                                                            | 2012年9月12日                                |                                                                   | 4,200 4,800（2013.5） 5,800（2015.3） |            | 最大15時間 | 29.2 × 31.6 × 8.7  | 12.5g |
| 4    | スペースグレイ ゴールド シルバー ピンク ブルー (PRODUCT)RED | スペースグレイ ゴールド シルバー ピンク ブルー (PRODUCT)RED                                                                                        | 2015年7月16日                                |                                                                   | 4,200 4,800（2013.5） 5,800（2015.3） |            | 最大15時間 | 29.2 × 31.6 × 8.7  | 12.5g |
| 4    | 付属品の専用USBケーブルを用いてUSB 2.0ポートに接続して曲の入れ替えや充電を行う。 本体に第3世代で省かれた操作ボタンが復活。                                                                      | |                                              |                                                                   |                                       |            |            |                    |       |

### 第1世代

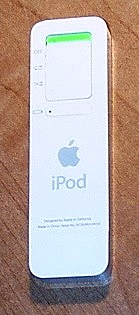
iPod shuffle（第1世代）の裏側

2005年1月11日（日本時間1月12日）に開催された「Macworld San Francisco 2005」にて発表され、同日から販売が開始された。iPod mini発売時に起こった品不足がまたしても起こり、発売後しばらくは『少数入荷しては即完売』が繰り返された。日本では一般店舗へ安定して品物を供給できるまでに発売から約3ヶ月程かかった。その影響で一時的に他社の製品の販売を押し上げる現象が起きた。
512MBモデル（10,980円/$99）と1GBモデル（16,980円/$149）が用意された。その戦略的な価格設定から、今までデジタルオーディオプレイヤーに手を出していなかった、もしくは出せなかった層をもターゲットとしている。
他のiPodファミリーと違い、VFATをファイルシステムとして採用し、HFS+形式でフォーマットしたものは、単なるUSBメモリとしての利用はできるが、音楽プレイヤーとしては利用できない。
本体色はホワイトのみ。他のiPodと違い液晶画面を持たず、クリックホイールに似た外観のコントロールパッドで操作する。iTunesから音楽を転送する場合、iTunesが本体容量の範囲内で曲をランダムに選択するオートフィル機能で作成されたプレイリスト、あるいはユーザーが任意に作成したプレイリストに則った曲を転送する。そして本体裏面のスライドスイッチでプレイリスト通りの順番か、シャッフル（ランダム）再生させるかのどちらか一方を選択して音楽を再生する。ただし、ギャップレス再生には対応していない。
重さは22gと非常に軽く、大きさは100円ライターとほぼ同じ程度。PCとはFireWireではなくUSB 2.0で接続する。本体下部にUSBコネクタが設けられており、ドックなどを介さずに直接PCのUSBポートへ接続できる。転送速度はUSB 1.1よりも若干速い程度である。本体の容量は、コネクタの金属部分に印字された文字で判別することができる。
リチウムイオン二次電池を内蔵しており、電池の消耗度は裏側のバッテリーチェッカーボタンを押してLEDの色で確認でき、消耗具合により緑>黄>赤と色が変わっていく。USB端子に接続すれば充電が始まり、約4時間で完全充電される。連続再生時間は約12時間。別売で、単4乾電池2本使用、最長で約20時間分延長される専用バッテリーパックが用意されている。乾電池使用時のバッテリーチェッカーボタン表示は緑の点滅となる。

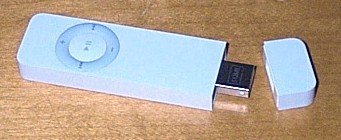
USBコネクタが見えるようにキャップを取り外した第1世代iPod shuffle

iPod shuffleはUSBメモリとしての機能も併せ持ち、「ディスクとして使用する」オプションの設定によってUSBメモリ機能を使用するかどうかを切り替えられる。オンにした場合は、iTunesの設定画面でスライダーを使って音楽再生用メモリ領域とデータ格納用領域のそれぞれの容量比率を自由に変えられる。
また、音楽ファイルを必ずしもiTunesが管理するiPod_Controlディレクトリにいれる必要は無く、USBストレージ上の任意の場所に音楽ファイルを置いて再生用データベースを作成するソフトウェアも存在する。
日本では前年のiPod mini同様に2005年度グッドデザイン賞ベスト15に選出され、金賞を受賞した。
2005年6月28日、1GBモデルが14,980円に値下げされた後、2006年2月7日にiPod nanoの1GBモデルが発売された事に伴って1GBモデルは再値下げされて11,900円に、512MBモデルは7,900円に値下げされた。

### 第2世代

iPod shuffle（第2世代）

2006年9月12日、Appleは大幅な小型軽量化を実現した新iPod shuffleを発表した。本体サイズは第1世代の半分ほどの41.2×27.3×10.5mm、重量は15g。筐体は酸化被膜処理されたアルミニウム。本体にクリップが一体化されたデザインで、簡単に衣服等に取り付けられる。連続再生時間は12時間。
当初10月中の発売とアナウンスされていたが、販売開始は2006年11月3日からとなった。オンラインApple Storeで予約注文していた一部のユーザーには11月1日に商品が配送された。
容量は当初は1GBの1モデルのみ、本体カラーはシルバー。価格は9,800円（$79）。
再生・選曲などを行うコントロールパッドは第1世代と同様だが、第1世代では1つのスイッチで「電源OFF・プレイリスト順再生・シャッフル再生」を切り替えていたものが、第2世代では「電源OFF・電源ON」と「プレイリスト順再生・シャッフル再生」という2つのスイッチになった。前モデルで本体にあったUSBコネクタが無くなったため、イヤホン端子をUSBコネクタに変換する専用のDockを介してUSB端子に接続し、充電や曲の追加を行う。このDockは第1世代にあったiPod shuffle Dockとは別物で、イヤホン端子に差し込むプラグはUSBと同じ極数の4極となっている。また第1世代とは形状が全く異なるため、第1世代用アクセサリはそのほとんどが使用できない。
2007年1月30日（PST）には、追加カラーとして、ピンク、グリーン、ブルー、オレンジが発表され、翌日1月31日に販売された。
2007年9月5日（PST）にカラーバリエーションがシルバー、グリーン（従来より淡い）、ブルー（従来より淡い）、パープル、(PRODUCT)REDに置き換えられた。
2008年2月19日（PST）に値下げが行われ、5,800円になった。また、2GBモデルも発表。価格は7,800円。
2008年9月9日（PST）にカラーバリエーションがシルバー、グリーン（従来よりも鮮やか）、ブルー（従来よりも鮮やか）、ピンク（再登場だが以前と色合いは異なる）、(PRODUCT)RED（従来よりも鮮やか）に置き換えられた。

### 第3世代

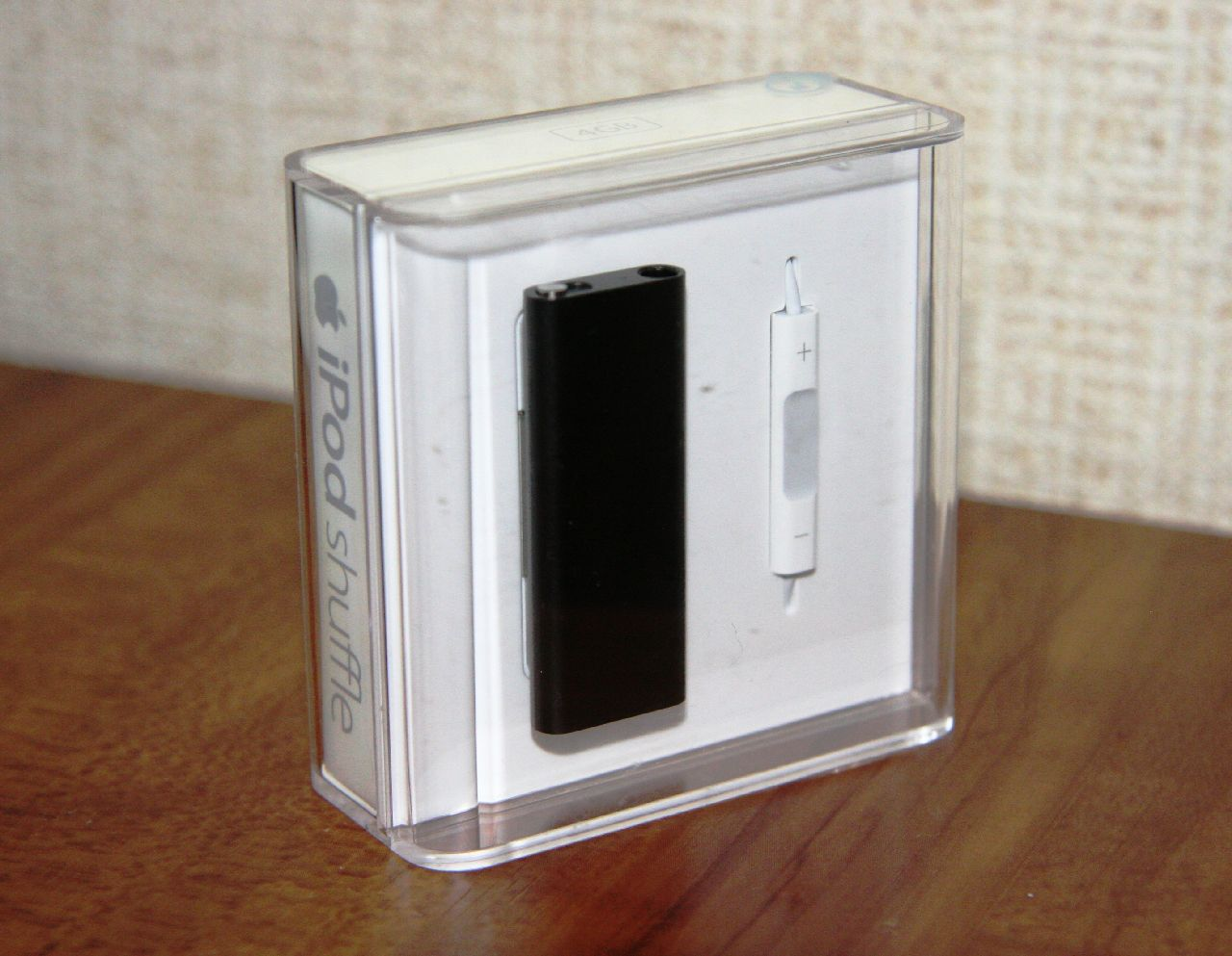
第3世代のパッケージ

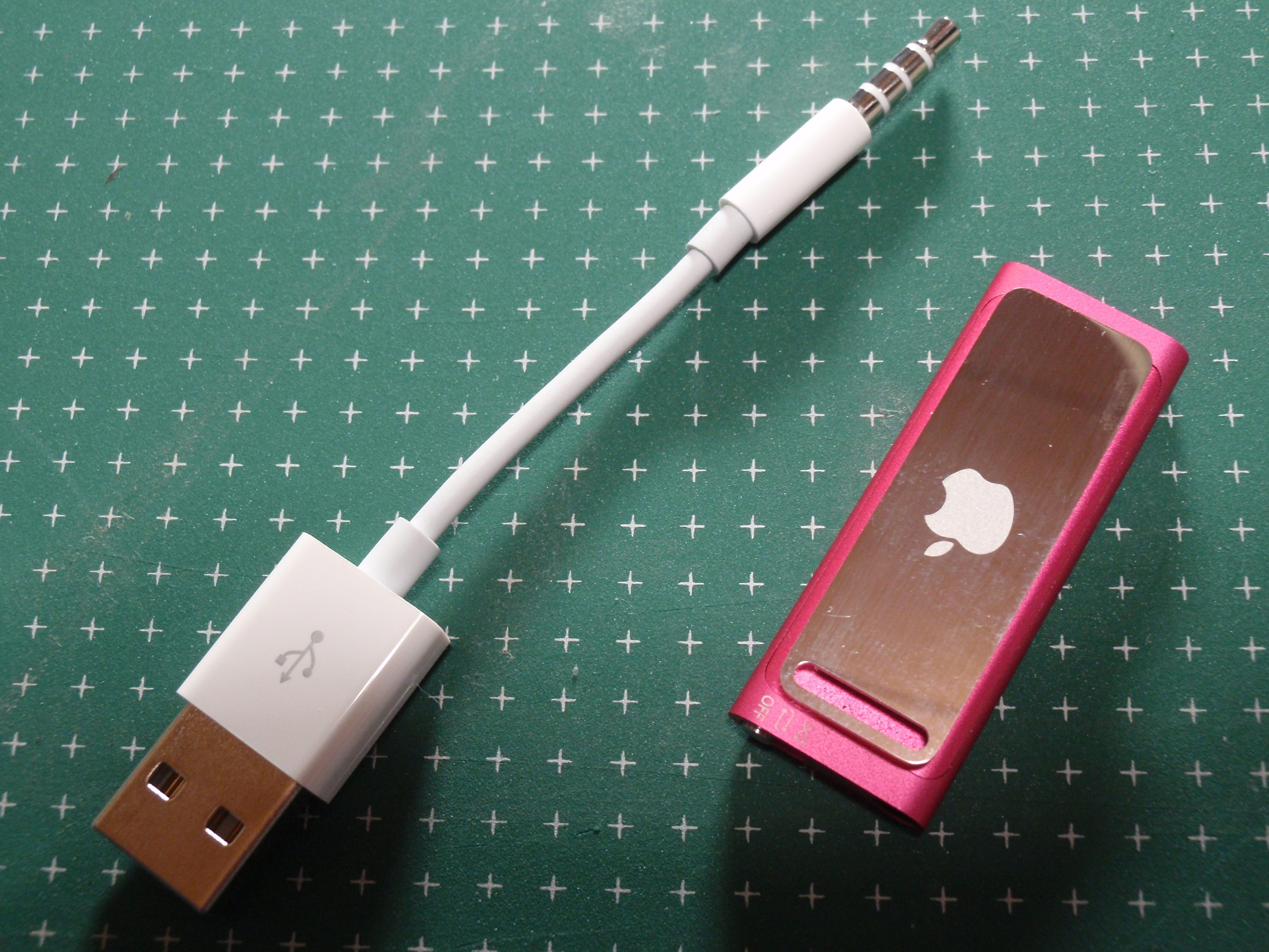
第3世代iPod shuffleと専用USBケーブル

2009年3月11日、Appleは第2世代iPod shuffleより小型軽量化した第3世代iPod shuffleを発表した。本体サイズは17.5×45.2×7.8mmで、重量は10.7g。第2世代と同様に本体とクリップが一体化したデザインで、衣服等に取り付けることができる。連続再生時間は10時間。容量は4GB、日本円で8,800円。本体カラーはシルバーとブラックの2色。
本体にはコントロールパッドがなく、電源オンオフ/モード切り替え兼用のスイッチがあるのみである。付属のイヤホン（Apple Earphones with Remote）や対応するイヤホンのリモコンで操作を行う。曲名やプレイリストを人工音声で読み上げる「VoiceOver」機能を搭載した。また、これまでのiPod shuffleでは出来なかったプレイリストの切り替えに対応し、オートフィルは廃止された。
イヤホン端子とUSBコネクタを兼用する構造は前モデルと同じだが、Dockではなく専用USBケーブルを介してパソコンのUSB端子に接続して、曲の入れ替えや充電を行う。ケーブルの長さは45mmと短い。この専用USBケーブルは第2世代とは互換性がない。
2009年9月10日には第3世代の新色が発表。ピンク・ブルー・グリーンの3色と、Apple Store限定のステンレス仕様モデルが追加された。新たに2GBモデルもラインナップに加わり、2GBが5800円、4GBが7800円（ステンレスモデルは4GBのみで9800円）となった。

### 第4世代

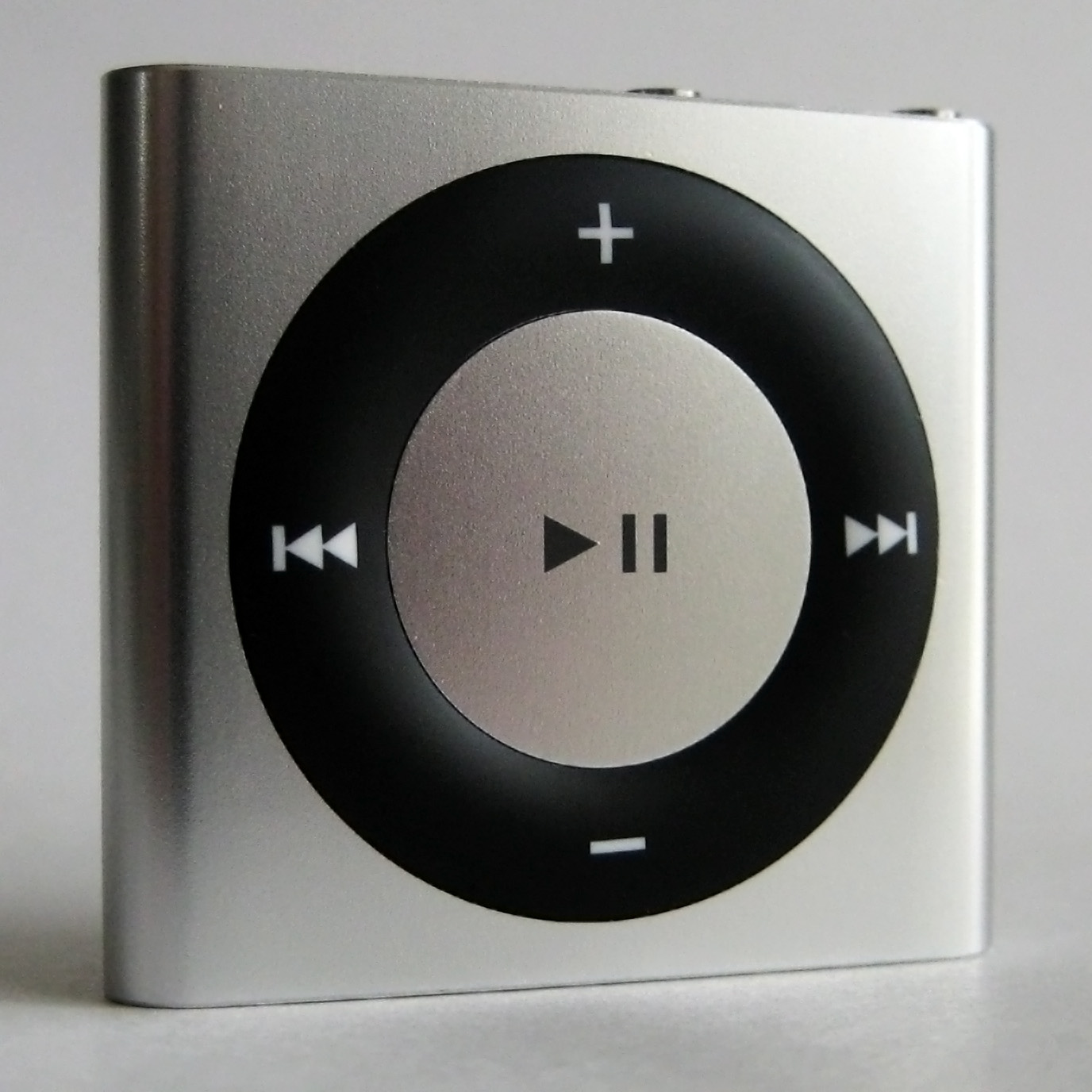
iPod shuffle（第4世代）シルバー

2010年9月2日、第6世代iPod nano・第4世代iPod touchと同時に発表された。2GBモデルのみの販売で価格は4,800円。
第2世代まで好評だった「ボタン操作」、第3世代で好評だった「VoiceOver+プレイリスト対応」をミックスする事がコンセプトとされた。
1枚のアルミニウムから削りだして製造された筺体になり、本体のボタンが復活している。これにより前世代と比べ若干サイズが大きくなったものの、市販のヘッドホン、イヤホンを使用することが再び可能になった。また、別売イヤホン（Apple Earphones with Remote）を使用してリモコン操作もできる。再生時間も15時間となり、歴代のiPod shuffleシリーズで最長。
プレイリストの切り替えや「VoiceOver」は第3世代から引き続き対応している他、新たにiPod shuffleとしては初めて「Genius」にも対応。カラーバリエーションは光沢のあるシルバー・ブルー・グリーン・オレンジ・ピンクの5色。
2011年10月5日に価格が4,200円に引き下げられた。機能やカラーバリエーションに変更は無い。
2012年9月13日にカラーを一新。スレートとパープルを追加し、オレンジをイエローに変更。スレート、シルバー、パープル、ピンク、イエロー、グリーン、ブルーの7色と、Apple Store限定の(PRODUCT)REDとなった。また、表面は従来モデルと比較してマットな質感になっており、裏面のAppleロゴの色も変更になっている。その他スペックは変更なし。
2013年5月31日に、日本市場での値段が4,800円に改訂された。値上げ理由は、NHKなどの取材で「円安ドル高による改訂」としている。アメリカ市場では値段は据え置かれている。さらに2015年3月10日には「為替市場の状況に応じた価格調整」のため、5,800円へと価格改定が行われた。
2015年7月16日、カラーバリエーションがスペースグレイ、ゴールド、シルバー、ピンク、ブルー、(PRODUCT)REDの6色に刷新された。
2017年7月27日、iPod nanoと共に販売を終了した。

## 純正アクセサリ

### 第1世代専用
iPod shuffle Armband（3,400円）
shuffleを腕に装着する。軽い運動用。
iPod shuffle Dock（3,400円）
本来、shuffleは直接USBポートに挿してPCとの同期や充電を行うが、本製品ではshuffleを縦して充電などを行える。iPodシリーズ共通の電源アダプタと接続しての充電も可能。
iPod shuffle スポーツケース（3,400円）
水滴、ほこり、振動からiPod shuffleを保護する。ネックストラップのようにもできて、ケースに入れたままでもコントロールパッドの操作は可能。
iPod shuffle External Battery Pack（3,400円）
単4乾電池2本を用いて再生時間を約20時間延長できる。
iPod shuffle Lanyard and Caps（2,200円）
標準添付されているストラップ型キャップ1個と普通のキャップ3個のセット。

### 第2世代専用
iPod shuffle Dock (2006)（3,400円）
第2世代専用のDock。iPod shuffle商品パッケージの同梱物と同じもの。iPodシリーズ共通の電源アダプタと繋いで充電可能。

## サードパーティー製アクセサリ
他の iPod 同様にケースなどの他、第1世代 iPod shuffleをiPod Dock コネクタへ接続するためのアダプタや、第2世代iPod shuffleを、USB端子へ "iPod shuffle Dock (2006)" なしに接続するためのアダプタが各社から販売されている。